# Mentzelia aspera
Mentzelia aspera es una hierba anual de la familia Loasaceae. Es llamada "pega ropa", nombre que también se da a varias otras especies de otros grupos taxonómicos, con similares características. Otros nombres comunes son “amores”, “pega pega”, “pega ropa”; y “T saay yu'um”, “Tsots'kab” en maya. el nombre del género Mentzelia proviene del botánico alemán del siglo XVII, Christian Mentzel (1622-1701).

## Descripción
Es una hierbas anual, erecta de 0.3 a 1.5 m alto. Tallos amarillos-verdosos, extremadamente quebradizos, con tricomas provistos de pequeños ganchos.
Las hojas son alternas, pecíolos 1 a 2.5 cm largo y  0.1 cm ancho; láminas de 5 a 10 cm largo, 3.5 a 7 cm ancho, triangulares, base en forma de cuña, ápice ligeramente terminado en punta, margen generalmente serrado irregularmente o a veces dentado; haz con tricomas marcadamente largos, ligeramente provistos de pequeños ganchos, el envés con tricomas provistos de pequeños ganchos, cortos y largos, con base ensanchada.
Las inflorescencias son de 2 a 4 o solitarias, en un dicasio;  las brácteas son opuestas,  alrededor de 3  cm  largo y 1.5  cm  ancho;  bractéolas  0.5 a 1 cm largo, 0.3 a 0.5 cm ancho. las flores son anaranjadas, que carecen de soporte; hipantio de 0.6 a 1.1 cm largo y 1.5 a 2 mm ancho, cilíndrico ligeramente estrecho en la base, con tricomas provistos de pequeños ganchos, cáliz cuyos sépalos están muy juntos y se cubren unos a otros, con lóbulos 4 a 8 mm largo y de 2 a 2.5 mm ancho, anchamente lanceolados, con tricomas provistos de ganchos; corola con pétalos de 0.5 cm largo y 0.8-1.0 cm ancho; presenta estambres  de 20 a 30, en dos series, incluidos en la corola, 3 a 5 mm largo, los filamentos externos de 3 mm largo, extensos en forma de pétalo, soldados en la base y soldados a los pétalos, filamentos internos de 1.8 mm largo, muy delgado; las anteras son amarillas; el estilo es de 5.0 mm, muy delgado. Los frutos ocurren en cápsulas de 1.5 a 2.5 mm largo, 1.5 a 3 mm ancho, cilíndricas dehiscentes, con tricomas, provistas de pequeños ganchos; y las semillas 6 a 9, de 2.5 a 3.5 mm largo y  1.5 mm ancho, irregularmente más largas que anchas,  de color amarillo-grisáceas. Mentzelia aspera  se  distingue por  la  relación  entre  la  longitud  de  los  sépalos  y  el  fruto.  El  fruto  es  mucho más largo que el cáliz, otra característica distintiva es por el color verde- amarillento de sus tallos. Esta especie florece de junio a enero.

## Distribución y hábitat
El género Mentzelia contiene unas 80  especies  en  el  mundo, de las cuales 9 se encentran en México. Este género se distribuye desde Canadá hasta Sudamérica, incluyendo las Antillas e islas Galápagos, sin embargo, la mayor parte de las especies, se encuentran del suroeste de Estados Unidos hasta Centroamérica. 
Mentzelia aspera se distribuye desde los Estados Unidos a Sudamérica, incluyendo  las  Antillas.  En México se ha registrado en los Estados de Aguascalientes, Baja California, Baja California Sur, Campeche, Chiapas, Chihuahua, Durango, Guanajuato, Guerrero,  Hidalgo,  México, Michoacán, Nayarit, Oaxaca, Puebla, Querétaro, San Luis Potosí, Sinaloa, Sonora, Veracruz, Yucatán y Zacatecas.
Crece y se desarrolla en bosque tropical caducifolio, dominado por especies arborescentes. Donde la temperatura anual media oscila entre los 20 y 29 °C, con lluvias estacionales muy marcadas y cuya precipitación media anual varía entre los 300 y 1200 mm, generalmente se desarrolla en suelos someros y pedregosos. Esta especie se distribuye en elevaciones de  600-1900 m s. n. m.

## Estado de conservación
Es una especie de amplia distribución, por lo que no se encuentra bajo alguna categoría de protección  en México, de acuerdo a la NOM-059- ECOL- SEMARNAT- 2010. Tampoco es una especie bajo alguna categoría de protección de la UICN.